# Šen-čou 20
Šen-čou 20 (čínsky 神舟二十号; doslova „Božská loď číslo dvacet“) je 15. čínský pilotovaný vesmírný let v programu Šen-čou. Současně jde o 9. misi určenou k dopravě tříčlenné posádky na čínskou Vesmírnou stanici Tchien-kung (TSS). Začal startem 24. dubna 2025 a potrvá zhruba půl roku, do října 2025.

## Posádka
Agentura CMSA zveřejnila složení posádky podle zavedeného zvyku den před naplánovaným startem:
Hlavní posádka:
- Čchen Tung (3), velitel, CMSA
- Čchen Čung-žuej (1), operátor, CMSA
- Wang Ťie (1), palubní inženýr, CMSA

(v závorkách je uveden celkový počet letů do vesmíru včetně této mise)
Velitel Čchen se stal prvním ze druhé skupiny čínských kosmonautů vybraných v roce 2010, kdo se vydal na TSS potřetí. Velitel Čchen i operátor Čchen jsou piloti čínské Lidové osvobozenecké armády, Wang byl jedním z civilních kandidátů na kosmonauty vybraných v roce 2020.

## Šen-čou a Čchang-čeng 2F
Kosmickou loď Šen-čou vyvíjela v několika etapách od 80. let 20. století, ale hlavním impulsem se v roce 1995 stalo zakoupení ruské technologie pro pilotované kosmické lety. Po něm Čína vytvořila několik prototypů, v letech 1999 až 2002 vypustila čtyři testovací lodě a od roku 2003 sbírá zkušenosti s lety s posádkou. Od roku 2021 lodě Šen-čou dopravují čínské kosmonauty na Vesmírnou stanici Tchien-kung.
Loď o celkové délce 8,86 metru a maximálním průměru 2,8 metru dosahuje vzletové hmotnosti 7 790 kg. Skládá se ze tří částí: válcového hermetizovaného orbitálního modulu s vnitřním objemem 8 m3, hermetizovaného návratového modulu oble-kuželovitého tvaru o výšce 2,5 m, maximálním průměru 2,5 m a s vnitřním prostorem o objemu 6 m3, a válcového nehermetizovaného pohonného modulu nesoucího hlavní korekční a brzdicí motor a 24 trysek pro orientaci a stabilizaci lodi na dráze.
S lodí Šen-čou 16 spatřila světlo světa nová výrobní série šesti kusů lodi, na níž byla provedena různá vylepšení včetně moderní palubní desky a dosažen vyšší podíl domácího (čínského) hardwaru. Dalšími změnami prošel – počínaje Šen-čou 20 – interiér návratové kabiny, což zvýšilo kapacitu nákladu o 20 procent.
Řadu nosných raket Čchang-čeng (Dlouhý pochod) doprovází čínský kosmický program už od jeho prvního kosmického letu v roce 1970, vyvinuto přitom byl pro různé účely přes 20 verzí. Jednou z nich je i varianta 2F, která slouží k vynášení kosmických lodí Šen-čou na nízkou oběžnou dráhu kolem Země a v podvariantě 2F/G vynesla také dvě testovací vesmírné laboratoře Tchien-kung 1 a 2. Dvoustupňová raketa se čtyřmi přídavnými motory ve spodní části prvního stupně dosahuje výšky 62 m, nejvyšší průměr je 3,35 m bez přídavných motorů a 7,85 m s nimi. Startovní hmotnost je 464 tun.

## Průběh letu
Start z kosmodromu Ťiou-čchüan se uskutečnil 24. dubna 2025 v 09:17:31 UTC. Loď se ještě téhož dne v 15:49 UTC připojila přes spodní port jádrového modulu Tchien-che k Vesmírné stanici Tchien-kung (TSS). Trojice kosmonautů po nezbytných testech a otevření poklopů vstoupila na palubu stanice a setkala se s její dosavadní posádkou. Tu tvořili Cchaj Sü-če, Sung Ling-tung a Wang Chao-ce, kteří se měli podle plánu 29. dubna se svou lodí Šen-čou 19 od stanice a vrátit se na Zemi poté, co ji spolu s rozpracovanými úkoly předali nové posádce. Předání se uskutečnilo 27. dubna, ale odlet původní posádky byl kvůli nevhodnému počasí v místě přistání o den odložen, takže na Zemi úspěšné dosedla až 30. dubna 2025.
Nově příchozí kosmonauti se tak stali 9. dlouhodobou posádkou TSS. Během mise provedou řadu vědeckých experimentů a budou zajišťovat údržbu stanice. Po půl roce, koncem října 2025, budou vystřídání další trojicí, která přiletí v kosmické lodi Šen-čou 21.